# هارالد باير
هارالد باير (بالألمانية: Harald Beyer)‏ مواليد 21 سبتمبر 1939 في براونلاغه

توفي 1 فبراير عام 2017 في دورتموند

لاعب كرة القدم ألماني سابق، كان في مركز الهجوم من 1959 إلى 1963 في بوروسيا مونستر في الدرجة الأولى لدوري اوبرليج الغربي لعب 83 مباراة في الدوري، سجل 28 هدفا.في أول موسم من الدوري الالماني البونديسليغا عام 1963/64 مع هرتا برلين لعب 24 مباراة، وسجل خمسة أهداف في هذا الموسم.

## روابط خارجية
- هارالد باير على موقع قاعدة بيانات كرة القدم.إي يو (الإنجليزية)
- هارالد باير على موقع بيانات كرة القدم. دي إي (الألمانية)
- هارالد باير على موقع عالم كرة القدم.نت (الإنجليزية)